# Садала (нос)
Вижте пояснителната страница за други значения на Садала.
Носът Садала (на английски: ’’Sadala Point’’) е морски нос на югоизточния бряг на остров Робърт, вдаващ се 500 м в протока Брансфийлд. Разположен 2.43 км североизточно от югоизточния край на нос Робърт, 2.97 км на юг-югозапад от нос Батулия и 4.8 км на юг-югозапад от нос Кичън.
Координатите му са: 62°25′46.8″ ю. ш. 59°21′48″ з. д. / 62.429667° ю. ш. 59.363333° з. д..
Наименуван е на тракийския владетел Садала, 87-79 пр.н.е. Името е официално дадено на 23 ноември 2009 г.
Българско картографиране от 2009 г. и от 2010 г.

## Карти
- Л. Иванов. Антарктика: Остров Ливингстън и острови Гринуич, Робърт, Сноу и Смит. Топографска карта в мащаб 1:120000. Троян: Фондация Манфред Вьорнер, 2009. ISBN 978-954-92032-4-0